# Martin Zachary Njeuma
Pour les articles homonymes, voir Njeuma.
Martin Zachary Njeuma (né 9 avril 1940 à Buéa et mort le 28 avril 2010 à Yaoundé) est un professeur d'histoire camerounais.

## Biographie

### Naissance et éducation
Il a été le premier des deux fils de Isaac Mase Njeuma et  Sophie Mondinde, dans une famille de 10 frères et sœurs. 
Il obtient son baccalauréat ès arts (avec distinction) de l'histoire en 1964 de l'Université du Ghana. Il a ensuite étudié le français à l'Université de Paris entre 1965-66. Il a obtenu son doctorat en histoire africaine en 1969 de l'École des études orientales et africaines (SOAS) de l'Université de Londres.

### Carrière
Martin Zachary Njeuma retourne au Cameroun en 1970 et a travaillé en tant que directeur des Archives nationales à Buéa. Plus tard, il a été recruté à l'Université de Yaoundé où il a construit sa carrière, devenant professeur titulaire (1981), chef du département d'histoire et doyen de la faculté des lettres et des sciences humaines. Il prend sa retraite en 1995.
Son impact se fait sentir avec sa bourse d'études au début de fond sur l'histoire Afrique de l'Ouest, ainsi que son influence sur un petit groupe de chercheurs qui ont travaillé avec lui au Cameroun en 1982 à la demande de l'American Historical Association (AHA).
Au début des années 1980, l'AHA espérait résoudre la difficulté de placer l'ensemble de l'Afrique dans les approches macro-historiques les plus courantes en envoyant une délégation de 12 chercheurs américains de diverses spécialisations régionales pour étudier pendant six semaines au Cameroun. 

### Titres et distinctions
Njeuma avait  publié Influence & Hégémonie Fulani  à Yola (Old Adamawa) 1809-1902 (1978) et devenait l'un des historiens les plus remarqués au Cameroun. Peu de temps après l'exercice de leurs responsabilités de l'AHA, beaucoup du groupe d'études historiques sur le Cameroun ont décidé de fonder l'Association mondiale de l'histoire (WHA).
Martin Njeuma a également continué à contribuer au domaine des études africaines, écrit "Une introduction à l'histoire du Cameroun: XIXe et XXe siècles (1990)", et de nombreux chapitres dans des livres, des articles et des essais.
Il a reçu les Fulbright-Hays (1976, 1984, 1994) et Rockefeller (1996) et été invité comme professeur en Europe et aux États-Unis à l'Université de Caroline du Sud (1975), Northwestern University (1983), l'Université d'El Paso (1994), l'Université de Tromso (1995), et l'Université d'Oslo (1997). 
Il a également bénéficié de statuts émérites et servi dans des postes administratifs élevés au sein du système universitaire du Cameroun. 
Pour ses multiples services, Martin Njeuma a été nommé membre honoraire des Affaires étrangères de l'AHA en 1993. 
La République du Cameroun a nommé  Njeuma chef du groupe chargé de la commémoration du 50e anniversaire de l'indépendance de la nation. Sa mauvaise santé l'a empêché d'assumer le poste.

### Vie privée
Sa famille comprend deux filles dont Christine Njeuma, et son épouse Dorothy Limunga Njeuma.